# St. Johns (Arizona)
St. Johns è una località degli Stati Uniti d'America, situata nella contea di Apache, nello Stato dell'Arizona.